# Höhenkrankheit
Als Höhenkrankheit (auch Bergkrankheit) bezeichnet man ein Syndrom bei Menschen, die sich in große Höhen ohne physiologische Anpassung an die verminderte Sauerstoffkonzentration der Atemluft begeben. Eine andere Bezeichnung ist D’Acosta-Krankheit (nach José de Acosta). Die Höhe beim Auftreten erster Symptome ist individuell verschieden und stark konstitutionsabhängig, sehr selten kann eine Höhenkrankheit bereits zwischen 2000 und 2500 m auftreten.
Leitsymptom sind Kopfschmerzen, dazu kommen häufig Appetitverlust, Übelkeit, Erbrechen, Müdigkeit, Schwäche, Atemnot, Schwindel, Tachykardie, Benommenheit bis zur Apathie, Tinnitus und Schlafstörungen.
Die Höhenkrankheit kann in ein akutes und lebensbedrohliches Höhenhirnödem (HACE) übergehen, auch kann sich ein ebenfalls lebensgefährliches Höhenlungenödem (HAPE) bilden.

## Betroffene

### Bergsteiger
Die Schwere und Häufigkeit der Höhenkrankheit ist bei Bergsteigern vor allem von der erreichten Höhe und der Geschwindigkeit des Aufstiegs abhängig. Bei nicht akklimatisierten Bergsteigern finden sich zu 10 bis 25 Prozent Zeichen einer Höhenkrankheit nach dem Aufstieg auf 2500 m, die jedoch meist mild sind und die Aktivität nicht einschränken. Von mangelhafter Akklimatisation sind aber in 4500 bis 5500 m Höhe 50 bis 85 Prozent der Bergsteiger betroffen. Die Höhenkrankheit kann deutlich schwerer sein und den weiteren Aufstieg verhindern. Neben der erreichten Höhe sind weitere starke Risikofaktoren für das Auftreten einer Höhenkrankheit ein Aufstieg von mehr als 625 m pro Tag ab 2000 m und eine fehlende vorherige Akklimatisation mit weniger als fünf Tagen über 3000 m in den vorausgegangenen zwei Monaten. Frauen sind häufiger betroffen, ebenso jüngere Menschen unter 46 Jahren sowie Menschen, die an Migräne leiden. Fehlende Fitness ist kein Risikofaktor für die Höhenkrankheit.

### Bewohner von Höhenlagen
In den Anden, wo zahlreiche Großstädte wie El Alto, La Paz, Cuzco oder Quito auf einer Höhe von 3000 bis über 4000 m liegen, ist die Höhenkrankheit, „Soroche“ genannt, ein ständiges Problem für viele Einheimische und auch Reisende. Tibeter haben genetisch bedingt eine erhöhte Atemfrequenz und einen erhöhten Blutfluss, so dass sie – im Gegensatz zu den indigenen Völkern Südamerikas – nicht so oft erkranken. Auch bei anderen Völkern der Himalayaregion wie den Sherpa ist eine genetisch bedingte deutlich verminderte Neigung zur Höhenkrankheit bekannt, da die Produktion von Blutplasma bei ihnen erhöht ist. Bei den Han-Chinesen kennt man die subakute Bergkrankheit bei Kindern nach Geburten in großen Höhen. Ein ähnliches Syndrom wurde bei Soldaten beschrieben, die über mehrere Monate in Höhen oberhalb von 6000 m stationiert waren. Die chronische Höhenkrankheit (Monge-Krankheit nach ihrem Erstbeschreiber Carlos Monge Medrano, 1925) befällt Langzeitbewohner großer Höhen; hier kommt es zusätzlich zu einer Polyzythämie, zu Lungenembolien und zu Symptomen wie beim Pickwick-Syndrom.

## Ursachen und Verlauf
Die Ursache liegt darin, dass der Luftdruck mit zunehmender Höhe absinkt und damit auch der Sauerstoff-Partialdruck. Neben der dadurch bereits verminderten Sauerstoffaufnahme führt der geringe Sauerstoff-Partialdruck zu einer Verengung der Blutgefäße in der Lunge (pulmonale Vasokonstriktion; siehe Euler-Liljestrand-Mechanismus) und somit zu einem weiteren Absinken des Sauerstoffgehalts im Blut. Es tritt eine Sauerstoffunterversorgung des Körpers (Hypoxie) ein. Die körpereigene Atemregulation wirkt dem nicht entgegen, da sie vornehmlich auf den Kohlendioxidgehalt, den stärksten Atemantrieb des Blutes, reagiert. Dieser steigt bei abnehmendem Luftdruck aber nicht an. Im Schlaf kann durch den geminderten Atemantrieb eine Cheyne-Stokes-Atmung auftreten.
Als weitere Komplikationen können ein Höhenlungenödem und ein Höhenhirnödem eintreten.
Aufgrund des herrschenden Sauerstoffmangels kommt es zu einer reflektorischen Hyperventilation, eine sogenannte hypoxische Mehratmung (englisch hypoxic ventilatory response, HVR) die durch vermehrtes Abatmen von CO2 zu einer respiratorischen Alkalose führt (eine Anhebung des pH-Wertes im Blut, das Blut wird entsäuert bzw. alkalischer).
Dies erzeugt Kopfschmerzen, Verwirrung und Sinnestäuschungen. Durch eine gute Akklimatisation kann die Niere diesen Effekt teilweise kompensieren, aber oberhalb von 7000 m ist auch diese Gegenregulation nicht mehr ausreichend möglich. Außerdem kommt es aufgrund der Entwässerung (Dehydratation) zu einer akuten Nierenleistungseinschränkung und die metabolische Kompensation der Alkalose (Stoffwechsel-Ausgleich) fällt weg.
In der Lunge verengen sich die Blutgefäße aufgrund der Selbstregulation (pulmonale Vasokonstriktion; siehe Euler-Liljestrand-Mechanismus). Im Hirn verursacht die Hypoxie eine reflektorische Vasodilatation.
Im großen Kreislauf stellt sich ein hoher systolischer Blutdruck aufgrund der sympathischen Aktivierung ein, wodurch es im Hirn zum Abpressen von Flüssigkeit kommt und sich lebensgefährliche Ödeme bilden. Hier hilft nur sofortiger Abtransport in niedere Höhen, Sauerstoffbeatmung und eventuell eine Druckkammerbehandlung. Große Expeditionen führen zu diesem Zweck oft einen Gamow-Sack mit sich, der in Grenzen eine mobile Druckkammer-Funktionalität bietet.
Das Höhenlungenödem ist von zunehmender Luftnot und von einem Flüssigkeitsübertritt in die Lungenbläschen eventuell mit schaumigem oder blutigem Auswurf gekennzeichnet.

## Gegenmaßnahmen
Bei leichten bis mäßigen Symptomen sollte einen Tag pausiert werden. Die Kopfschmerzen sollten mit einem nichtsteroidalen Antiphlogistikum, z. B. Ibuprofen, behandelt werden. Dazu werden ein Mittel gegen Übelkeit (Antiemetikum) sowie Acetazolamid zur besseren Akklimatisation empfohlen. Verbessern sich die Symptome nach einem Tag nicht, ist ein Abstieg um 500 bis 1000 m angeraten.
Bei schweren Symptomen muss ein sofortiger und möglichst weiter Abstieg erfolgen. Dazu sollten Sauerstoff gegeben werden sowie Dexamethason (zunächst 8 mg intramuskulär, intravenös oder oral sowie weitere 4 mg alle sechs Stunden). Eine große Gefahr ist die Entwicklung eines Höhenhirnödems.
Ein Wiederaufstieg sollte nur erfolgen, wenn die Höhenkrankheit ohne Einsatz von Medikamenten (außer Acetazolamid) völlig verschwunden ist. Dann empfiehlt sich beim Wiederaufstieg die Einnahme von Acetazolamid zur Prophylaxe.
In den Anden wird als Mittel gegen Höhenkrankheit (auch vorbeugend) ein Tee aus Blättern des Cocastrauchs getrunken oder diese werden mit Kalk gekaut. In Tibet wird von den Einheimischen Buttertee (gesalzener Tee mit viel Butter) als Vorsorge gelobt. Für beides gibt es keine Studien, die die Wirksamkeit nachweisen.

## Vorbeugung
Der Körper kann sich innerhalb weniger Tage in gewissem Ausmaß an diese Situation anpassen, indem er mehr rote Blutkörperchen produziert. Diese Anpassung wird als Akklimatisation bezeichnet. So wird für Bergtouren über 4500 m empfohlen, vorab bereits eine Woche auf einer Höhe zwischen 2000 und 3000 m zuzubringen und dabei bereits Tagestouren in höhere Höhen durchzuführen. Diese Maßnahme reduziert die Wahrscheinlichkeit und Stärke der Höhenkrankheit um 50 %. Auch empfehlen Leitlinien für Touren über 3000 m einen täglichen Anstieg von höchstens 300 bis 500 m und einen Tag Pause alle drei bis vier Tage. Das Handbuch des Schweizer Alpen-Clubs empfiehlt, die erste Übernachtung auf höchstens 2500 m durchzuführen, und die nächsten Nächte jeweils höchstens 500 m höher zu verbringen. Ist man schneller aufgestiegen, soll man mindestens zwei Mal auf derselben Höhe übernachten.
Bei einem mäßigen Risiko einer Höhenkrankheit kann Acetazolamid in niedriger Dosis (125 mg zweimal täglich), bei höherem Risiko in höherer Dosis (250 mg zwei- bis dreimal täglich) eingesetzt werden. Da dieses Medikament in der höheren Dosis bereits in niedrigen Höhen bei jedem Vierten Übelkeit und Müdigkeit verursacht, dazu u. a. oft Akroparästhesien, Geschmacksstörungen und Polyurie auftreten, sollte ein Einnahmeversuch bereits vor der Tour erfolgen. Bei Unverträglichkeit oder Kontraindikation empfehlen Leitlinien den Einsatz von Dexamethason 4 mg zweimal täglich bei mäßigem Risiko und dreimal täglich bei höherem Risiko.
Ist in der Vergangenheit einmal eine Höhenkrankheit aufgetreten, ist das Mittel der ersten Wahl zur Prophylaxe Nifedipin (30 mg retard zweimal täglich). Salbutamol-Inhalationen erscheinen weniger effektiv und sind mit einem höheren Risiko eines Tremors und einer Tachykardie verbunden.
Die Anwendung von Theophyllin zur Verbesserung der Sauerstoffaufnahme gilt als überholt. Bei Touren in sehr großen Höhen (über 4000 m) empfiehlt sich für akute Notfälle die Mitnahme von Sauerstoff und von einer mobilen Überdruckkammer.